# يان سوكول (فيلسوف)
يان سوكول (بالتشيكية: Jan Sokol)‏ هو تربوي وصحفي وفيلسوف ومترجم وسياسي تشيكي، ولد في 18 أبريل 1936 ببراغ في التشيك. حزبياً، نشط في المنتدى المدني ‏. وقد انتخب عضو الجمعية الاتحادية لتشيكوسلوفاكيا.